# Sanzaar
La Sanzaar, por sus siglas en inglés: South African, New Zealand, Australia and Argentina Rugby es un consorcio formado por las federaciones de rugby XV de esos países.

## Historia
Fue creada en 1996 con el nombre de Sanzar durante la transición al profesionalismo y sus fundadores fueron las uniones de Australia, Nueva Zelanda y Sudáfrica. En ese año, se establecieron dos competencias, una de franquicias y otra de selecciones.
El primer certamen organizado fue el Top 12, entre 12 equipos regionales de los tres países integrantes. Posteriormente se ha ido ampliando el número de participantes, llegando a la edición del 2016 con 18 franquicias, 6 de Sudáfrica, 5 de Australia, 5 de Nueva Zelanda, 1 de Argentina y otra de Japón.
Además, se creó el Tres Naciones, inspirado en el entonces Cinco Naciones (hoy Torneo de las Seis Naciones) que se disputa en Europa. Desde 2012, ingresa la selección argentina en calidad de invitada, el nuevo torneo se rebautizó como The Rugby Championship. Los 4 participantes son las selecciones del hemisferio sur mejores ubicadas en el ranking mundial.
En el 2016 se renombra como SANZAAR debido a la inclusión de la Unión Argentina de Rugby al ente.

## Torneos que organiza
| Torneo                 | Última edición              | Campeón vigente |
| ---------------------- | --------------------------- | --------------- |
| Para selecciones       |                             |                 |
| The Rugby Championship | The Rugby Championship 2024 | Sudáfrica       |
| Rugby Championship M20 | Rugby Championship M20 2024 | Nueva Zelanda   |
| Para franquicias       |                             |                 |
| Super Rugby            | Súper Rugby Pacific 2024    | Blues           |